# Ortiga morta
L'ortiga morta, ortiga blanca, falsa ortiga o flor d'ortiga (Lamium album, que prové del grec i significa “boca oberta” per la seva característica forma i del llatí album, blanc, pel color de les seves flors) és una planta de la família de les labiades present a bona part d'Europa; a Catalunya és freqüent a la serralada pirinenca i al Montseny.

## Ecologia

### Distribució mundial
El Lamium album és una planta nativa d'Europa, i va ser exportada al continent americà durant el procés de conquesta d'Espanya. És comú a la zona meridional d'Europa (especialment prop del Mediterrani), al sud-oest i al centre d'Àsia. Dins de la península Ibèrica, la trobem a la meitat nord i al centre.

### Distribució al Principat
Podem trobar-la principalment a les zones humides de Catalunya i als Pirineus (Vall d'Aran, Alta Ribagorça, Vallespir i la Garrotxa), Montserrat, el Montseny i el Ripollès.

### Hàbitat
Habita entre els 500 i 2500 m sobre el nivell del mar. Creix a la vora de rierols i senderes, en prats, camps sense cultivar, vinyes, matorrals ombrívols, boscos, de forma espontània en zones de pasturatge, en jardins com a males herbes, entre les escombraries i en llocs humits. Preferentment creix en sòls rics i abonats, a temperatures d'entre 10-15 °C.
Floreix a la primavera i s'allarga durant tot l'estiu. És precisament quan està florida la millor època per diferenciar-la de l'ortiga comú.

## Descripció morfològica

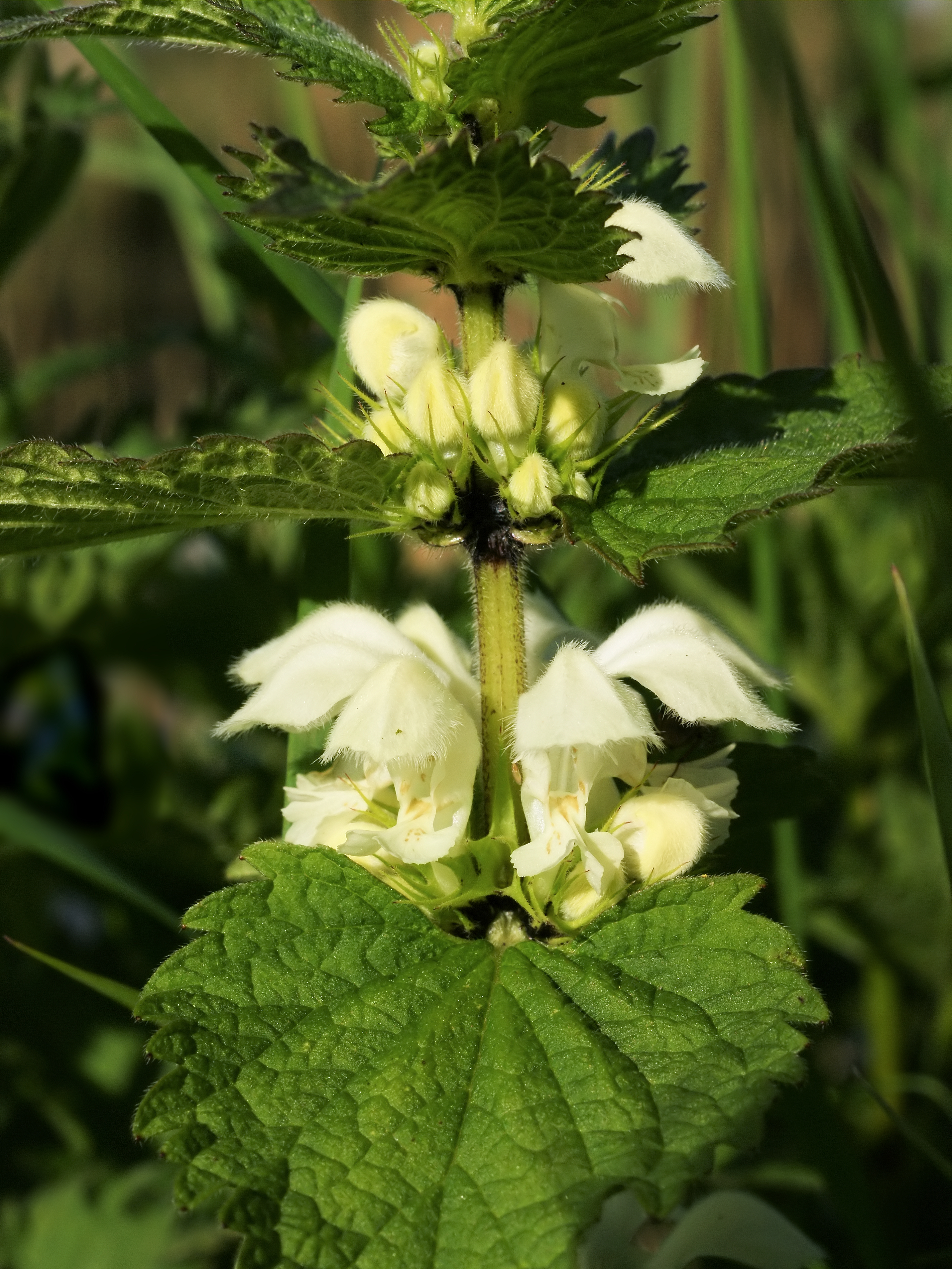
Lamium album

L'ortiga morta, que rep aquest nom perquè els seus pèls no són urticants com els de l'ortiga major, és una planta herbàcia, perenne, rizomatosa, de 20-80 cm, a vegades amb estolons curts.
La seva rel és de tipus axonomorfa i està molt ramificada. La tija de 20-40 cm, és ascendent o decumbent, quadrangular, ranurada, buida, amb nusos, poc foliosa i amb pèls no espinosos d'1,33 mm.
Les fulles, peciolades, són amb freqüència seques o caduques, de cordiformes a amplament lanceolades, a vegades truncades, i àpex acuminat, de dentado-crenades a serrades, amb incisions de fins a 5 mm, amb un limbe de 15-55 x 15-40 mm i amb pecíol de 10-30 mm, menor o major que el limbe. La seva disposició damunt la tija és oposada. La cara superior és de color verd intens, mentre que la inferior és d'un verd més clar.
La inflorescència està formada per 3-5 verticilis, més o menys separats, amb 8-14 flors cadascun, a vegades amb alguns nusos estèrils. Té bràctees lanceolades, fortament acuminades, amb marge serrat i incisions de fins a 4 mm, amb limbe de 25-75 x 5-33 mm, generalment més llarg i més estret que el de les fulles, curtament peciolades i amb un pecíol de fins a 5mm; bractèoles 2-5 mm, sublinears, amb pèls patents, una mica rígids al limbe i al marge, i pèls glandulars subsèssils.
El calze (format per 5 sèpals soldats) fa 9-13 mm, amb 10 nervis; tub 4-6 mm, glabre a la base, amb pèls rígids, llargs, els de dalt patents, amb freqüència tacats de color porpra, amb dents de 5-7 mm, igual o lleugerament majors que el tub, estretament triangulars, d'àpex subfiliforme.
La corol·la fa 18-25 mm, té cinc pètals, és blanca i té un tub de 8-13 mm, que sobresurt de les dents del calze. El calze és lleugerament corbat a la base i forma una gibositat basal en posició ventral. Està bruscament eixamplat a la gola, és glabre a la base i a dalt va de pubescent a glabre. Per dins té un anell oblic de pèls blancs, molt densos, a 3-5 mm de la base, on s'inicia la gibositat. El llavi superior fa 8-12 mm, és major que l'inferior, més o menys arquejat, àpex arrodonit, truncat o emarginat, amb pèls d'1,5 mm, densos i patents pel marge, subglabre per dins i a vegades tenyit de rosa. El llavi inferior fa 6-10 mm, lleugerament inclinat cap a baix, forma un angle obtús respecte al superior, és glabre, amb lòbuls laterals d'1,5-2 mm, arrodonits i un lòbul central de 3-4 mm.
L'androceu està constituït per estams amb filaments pubescents a la meitat basal i pèls glandulífers subsèssils a la meitat superior; les anteres són de color castany en sec, amb pèls de 0,5-0,7 mm. El pol·len és groc pàlid. L'estigma és de braços desiguals. Les núcules 3,2-3,5 x 1,4-1,6 mm, de color castany clar, amb abundants puntadures de color blanc en estat immadur.
El fruit és un tetraqueni amb núcules trígones i àpex truncat.

## Farmacologia

### Part utilitzada (droga)
S'utilitzen les flors i les fulles. En menor mesura les fulles.

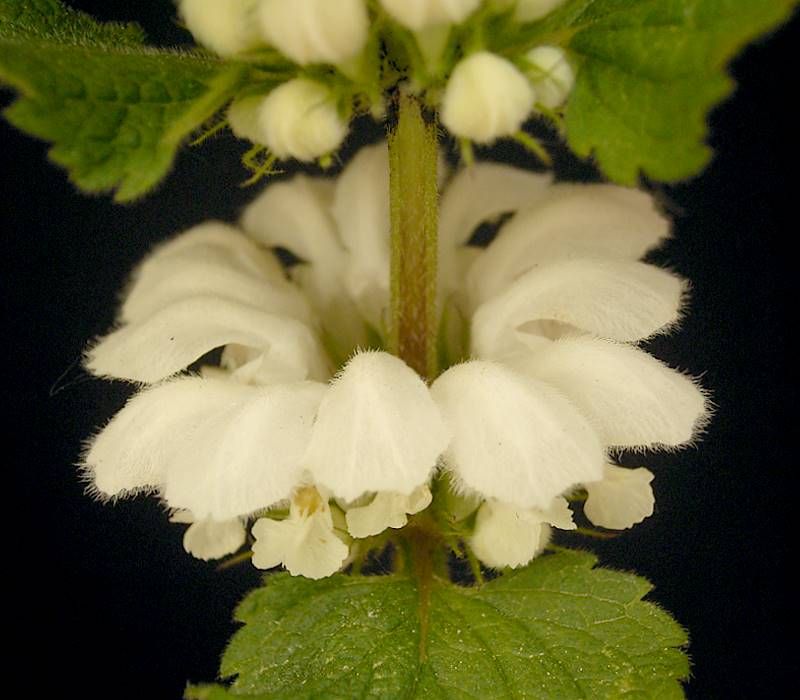
Flor utilitzada en la droga

### Composició química
- Tanins (5%).
- Iridoides. Lamalbid, carioptòsid, albòsid A y B.
- Flavonoides. Glucòsids de kenferol, quercetol.
- Àcids fenòlics derivats de l'àcid cinàmic. Àcids rosmàric, clorogènic.
- Saponines triterpèniques.
- Polisacàrids heterogenis. Mucílags.
- Olis essencials.

### Usos medicinals
S'utilitza en catarros de tota classe (vies respiratòries, vies urinàries “casos de retenció d'orina”), per tractar la insuficiència hepàtica (ja que estimula la funció del fetge), afeccions prostàtiques i la diarrea. Gràcies a la seva influència sobre la circulació uterina, s'usa en problemes ginecològics: dismenorrea (regles doloroses i insuficients), metritis (inflamació de l'úter), metrorràgia (hemorràgia uterina), leucorrea o pèrdues blanques. En general en tots aquests casos és administrada en forma d'infusió.
Quant a usos externs, serveix per curar ferides i contusions, varius, contra les úlceres i l'acne juvenil. Els vapors calents que es desprenen durant la seva cocció serveixen per tractar dolors d'oïda. És comú emprar-la en banys per alleujar el cansament de peus després de llargues caminades.

### Accions farmacològiques/propietats
- Tonificant
- Astringent
- Hemostàtica (a causa del seu contingut en tanins)
- Antiinflamatòria (degut als mucílags)
- Expectorant
- Cicatritzant
- Antidiarreica

### Toxicitat
Malgrat l'absència de dades relacionades amb la seva possible toxicitat, se'n coneixen certes contraindicacions:
- Úlcera pèptica: es podria produir un empitjorament de l'úlcera pèptica degut a l'efecte ulcerogènic dels tanins i a l'efecte irritant de les saponines.
- Gastritis: a causa dels diversos efectes de l'ortiga blanca pot empitjorar-se la gastritis.
- No és recomanable prendre-la durant l'embaràs o la lactància, perquè se'n desconeixen els efectes adversos en aquests casos.

Això no obstant, cal tenir en compte el contingut d'alcohol de l'extracte fluid i de la tintura.

## Observacions

### Procés de l'elaboració de la droga
Per a aplicacions medicinals, es recol·lecten principalment les flors, entre els mesos de maig i setembre, encara que les fulles també serveixen. Es recullen quan comencen a obrir-se les primeres flors, ja que perden les seves propietats ràpidament, i manualment, en dies secs cap al migdia quan ja s'ha evaporat la rosada. Les parts tallades es col·loquen en capes fines a l'ombra, a una temperatura màxima de 40 °C. Les flors ja seques tenen un sabor amarg i desprenen una olor de mel. Es conserven en sobres o pots tancats, en un lloc fosc i lluny de la humitat, durant una setmana aproximadament. A continuació es procedeix a fer el macerat, pel que s'utilitzen 10 g. de fulles, flors i parts de la tija i les arrels. Es col·loca en un pot amb 100 ml d'alcohol etílic a 96 º i es deixa macerar uns 10 dies.
La droga comercial procedeix de l'ex-Txecoslovàquia, Polònia i l'antiga Unió Soviètica.
És una droga relativament poc difosa en el mercat espanyol, on apareix associada a altres drogues en barreges per infusions i comprimits depuratius, antireumàtics i diurètics, principalment.
En el mercat alemany la summitat d'ortiga blanca apareix rarament, mentre que la flor es troba ocasionalment en barreges per infusions pectorals, tranquil·litzants i per a agafar el son, o simplement per beure com a beguda saludable. La flor també figura en molt poques especialitats farmacèutiques, entre elles Icorsit®, un vasodilatador exclusivament vegetal.

### Usos populars
- Infusions: a conseqüència de les propietats depuratives que se li atribueixen, l'ortiga blanca també es pren en forma d'infusió, 30g de sumitats florides en un litre d'aigua. Se'n poden beure fins a 3 vasos al dia, i es recomana fer-ho després dels àpats.
- Ús culinari: gràcies a la seva innocuïtat en èpoques de fam es bullien les seves fulles i s'utilitzaven com a aliment de primera mà en alguns països europeus.

La planta tendra es menja en sopes o menestres. Cuita, i amanida amb oli o mantega resulta també molt agradable.
- Ús extern: un cop bullida, la planta es deixa en maceració i pot aplicar-se directament per atenuar la inflació dels peus.

La pols de les flors seques, un polsim al dia, amb mel o confitura, s'aplica sobre ferides.
- Xarop: pot preparar-se un xarop a partir de la tintura de la planta.

### Història
Des de l'antiguitat, l'ortiga morta és un remei popular. Rembert Dodoens ja l'assenyalava amb la virtut de curar la leucorrea. Florain ressaltava les seves propietats astringents contra les hemorràgies. El doctor Leclerc, després d'estudiar-la, la recomanava tant per la leucorrea com per les pèrdues d'orina.